# Bay Zoltán Szakközépiskola
A Bay Zoltán Szakközépiskola egy oktatási intézmény Budapesten, a magyaros szecessziós stílusban készített épületet Baumgarten Sándor és Herczegh Zsigmond tervezte. Az épület 2008 óta üresen áll.

## Története
Az épület 1902-ben készült el, szecessziós jellegű homlokzattal rendelkezik. Kezdetben elemi népiskolaként működött, majd 1945-ben Iparos Tanonciskola kezdte meg benne tevékenységét, az ezt követő években különböző elnevezéseken szakmunkásképző intézményként folytatta működését. Ennek jogutódjaként az épület bezárásáig a Bay Zoltán Elektronikai Szakközépiskola és Műszeripari Szakiskola működött itt. Az intézményben a nyolcvanas évektől műszerészek oktatása zajlott, a szakmunkásképzés mellett pedig a kilencvenes évek közepétől szakközépiskolai szinten is folyt az oktatás, amely számítástechnikai képzéssel egészült ki. Az iskola 2008-ban végleg bezárt, az iskolaépület azóta rossz állapotban áll.

## Galéria

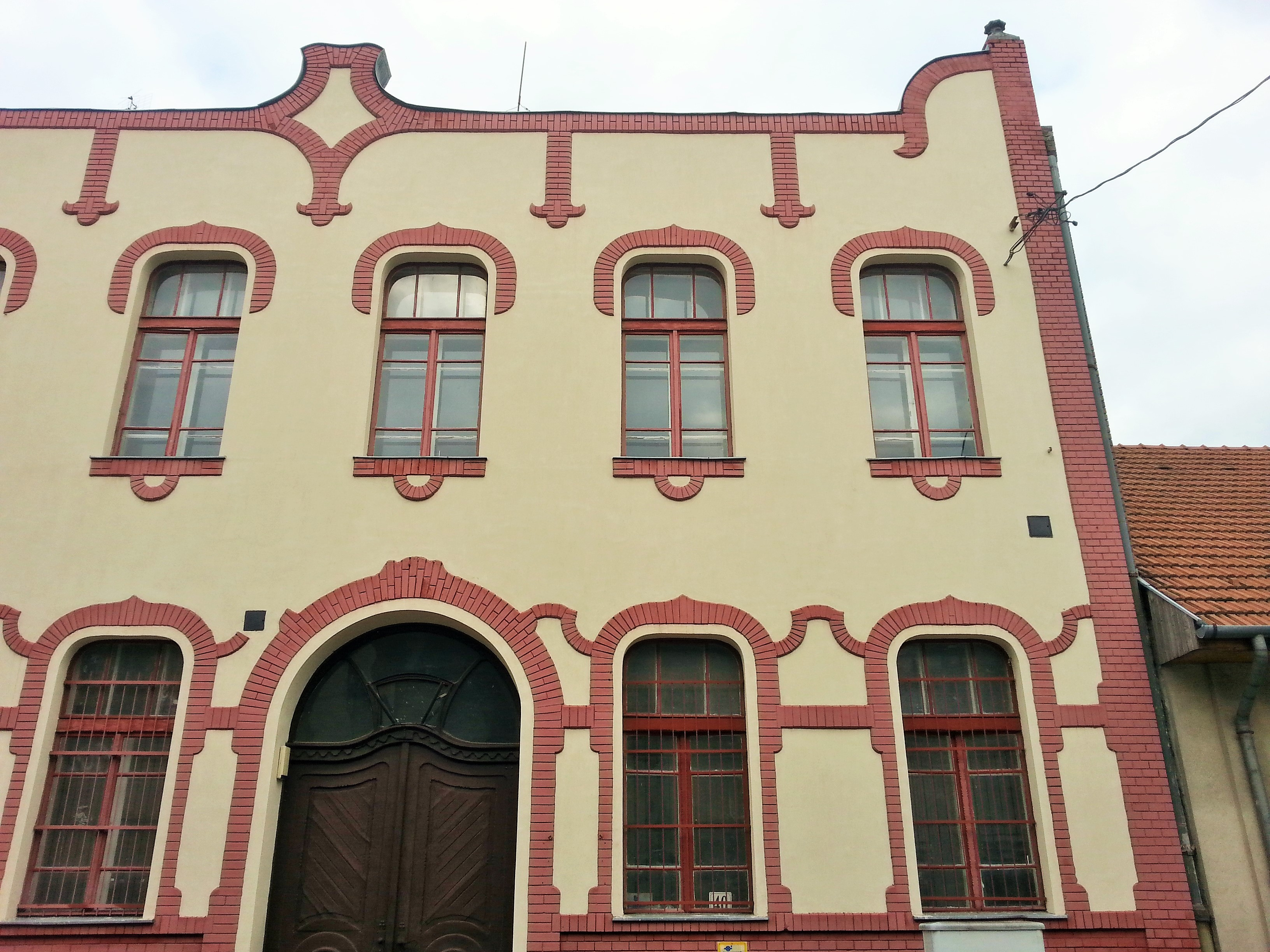
Az iskola a bejárat felől nézve
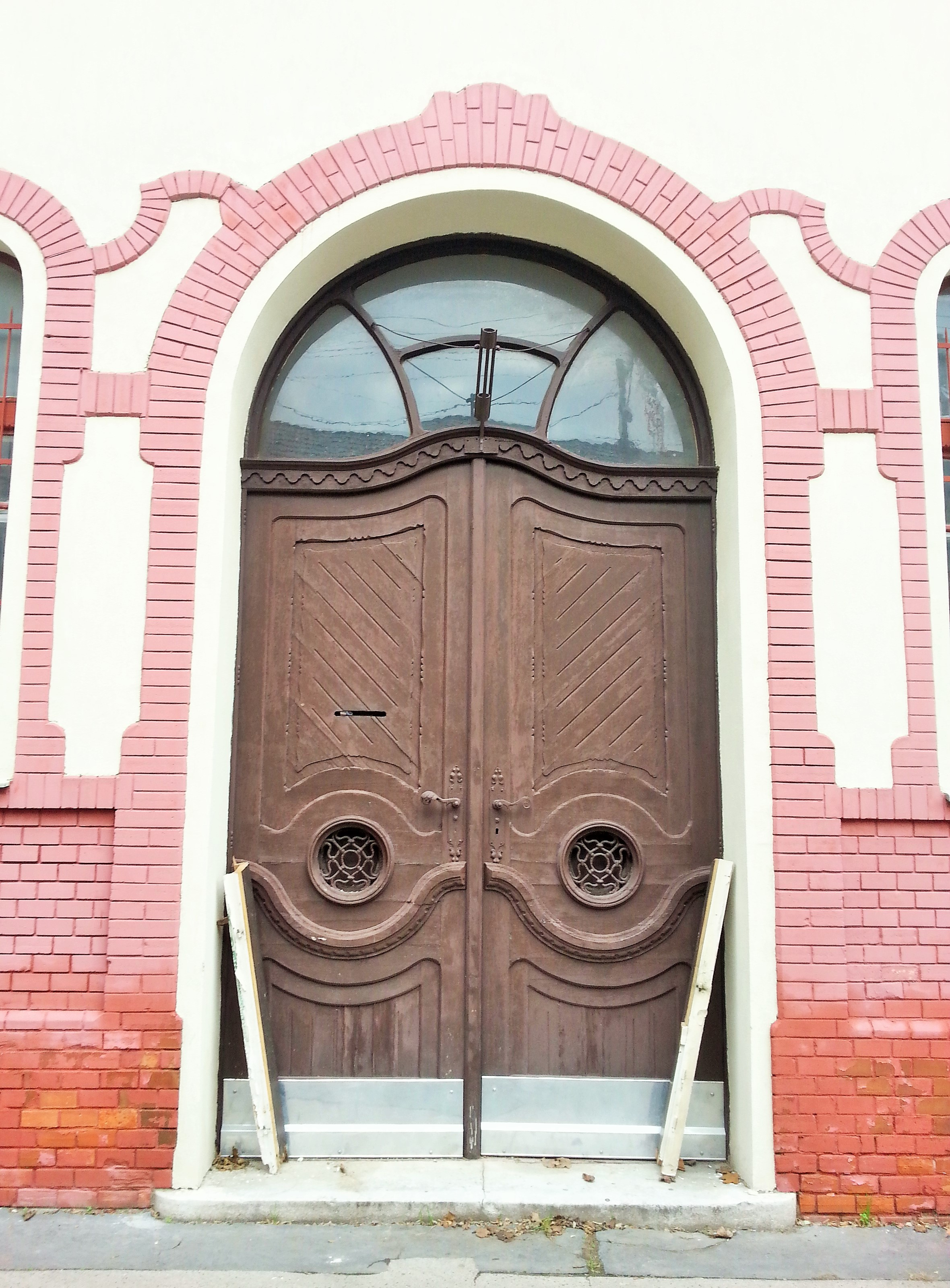
Az iskola bejárata
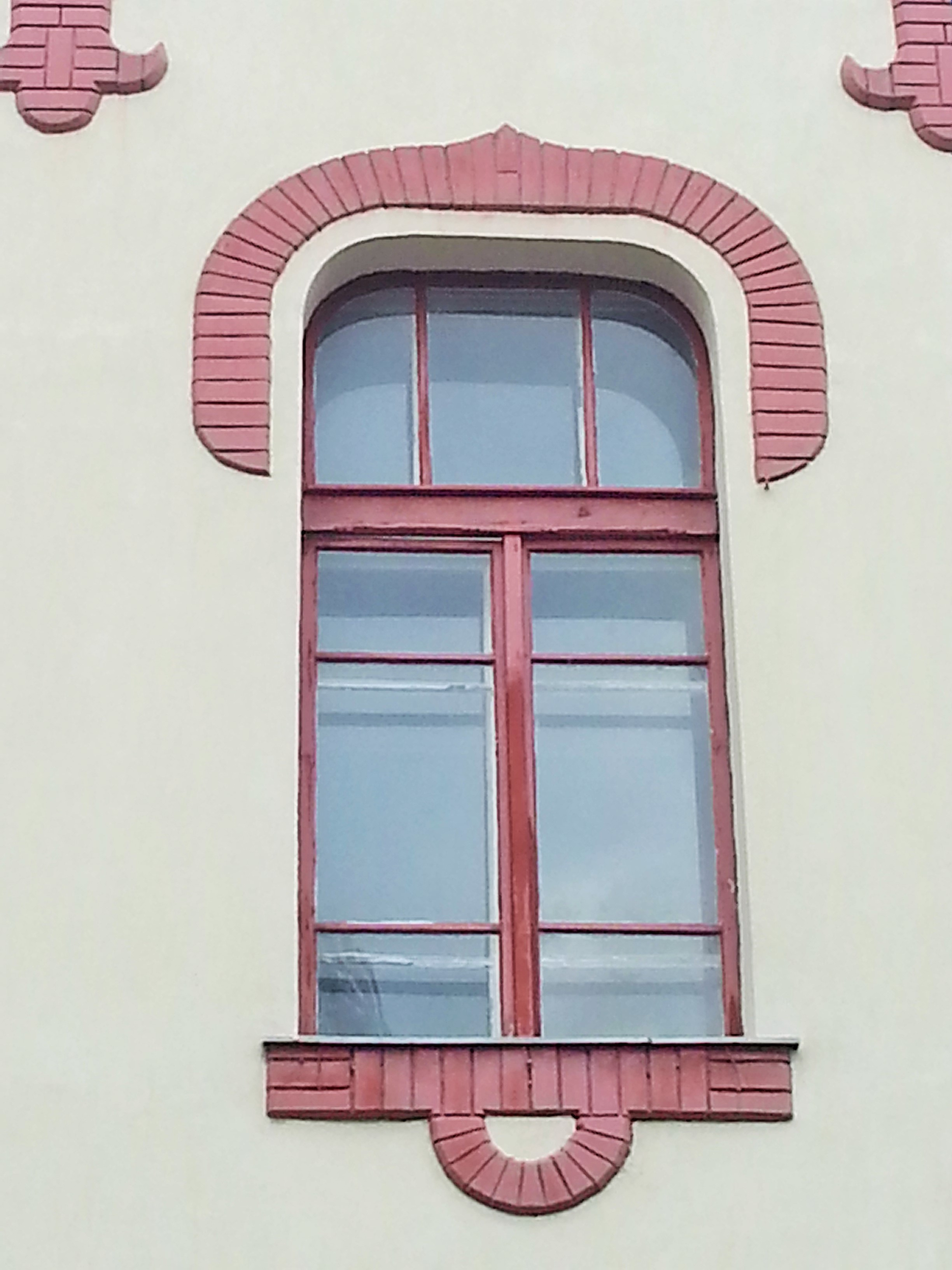
Az épület egy ablaka
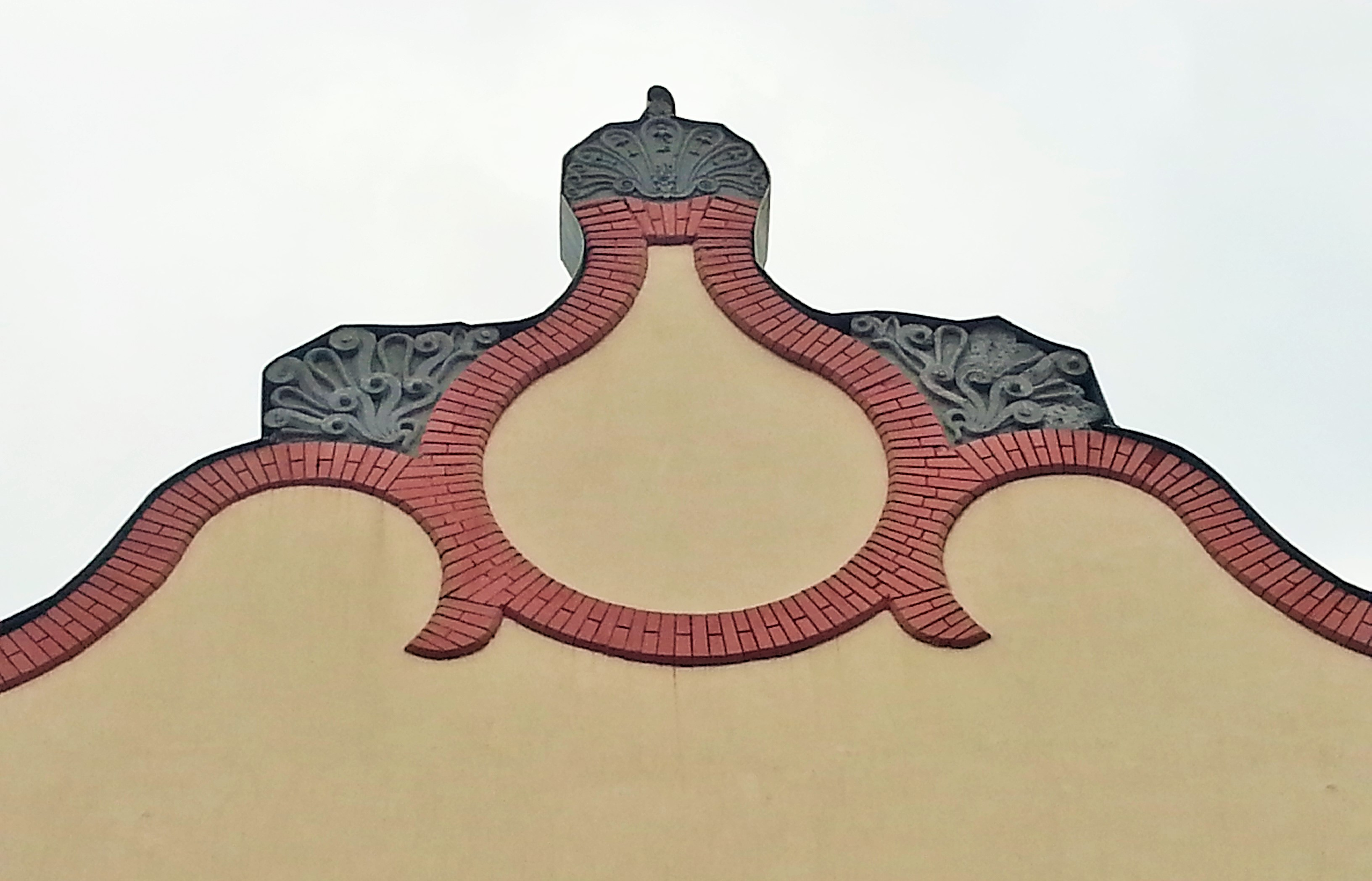
Az épület homlokzatának szecessziós oromzata